# Torreorgaz
Torreorgaz – gmina w Hiszpanii, w prowincji Cáceres, w Estramadurze, o powierzchni 28,78 km². W 2011 roku gmina liczyła 1742 mieszkańców.